# Кулон (украшение)

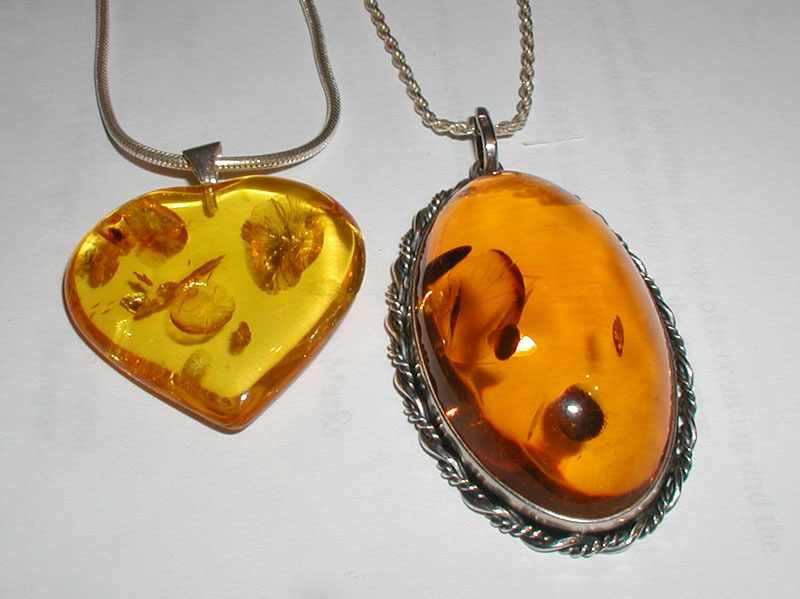
Кулоны с янтарём

Кулон XVIII века (Швеция)

Куло́н — ювелирное украшение, надеваемое на шею. Разновидность подвески. Носится на цепочке или шнурке.
Распространённое со времён палеолита у многих народов мира одно из древнейших украшений (в силу простоты изготовления и удобства ношения). Первые кулоны делали из дерева, камней и костей (клыков, когтей) животных, раковин моллюсков.
Человечество широко использовало это украшение, как в ритуальных целях, так и в целях выражения своего личного места в социальной сфере. Самые разнообразные кулоны служили в качестве талисманов и амулетов. Мужчины носили коготь или клык убитого медведя, волка на шнурке из кожи как знак охотника.
С развитием культуры и технологии обработки металлов кулоны и подвески становились все изящнее и изысканнее, их стали изготовлять мастера-ювелиры из драгоценных металлов (серебро, золото), а техника обработки камней позволяла оформлять украшения разнообразными по цвету вставками.
Со Средними веками связано возникновение именных кулонов, представляющих собой монограммы, сочетания двух букв или слов, исполненные в металле. Кулоны и подвески ювелиры соединяли в целые ожерелья, из которых возникло новое направление в ювелирном искусстве — изготовление колье.
«Двенадцать алмазных подвесок» — один из сюжетообразующих предметов в романе Александра Дюма «Три мушкетёра».

## Галерея

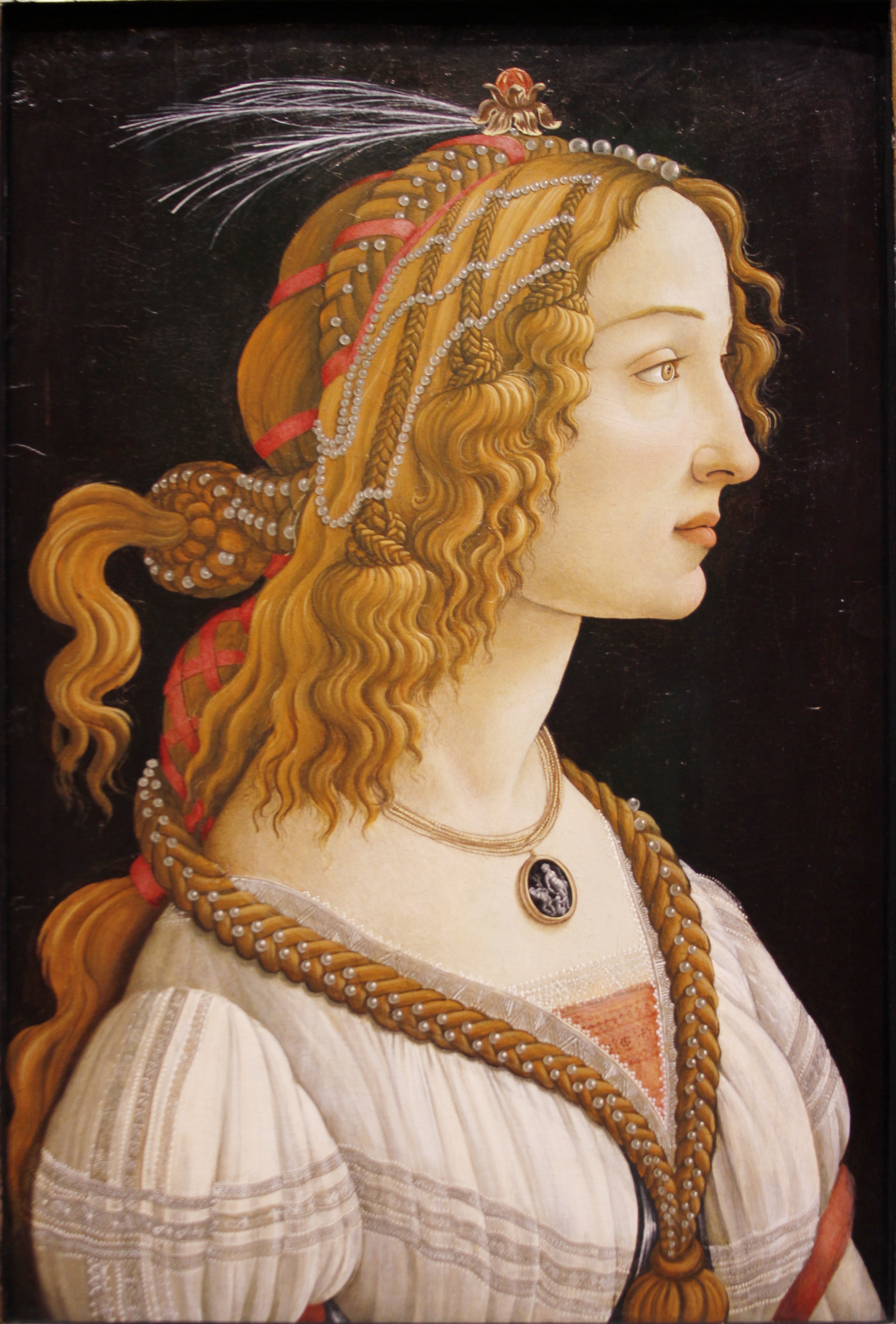
Сандро Боттичелли. «Портрет молодой женщины», 1480—1485
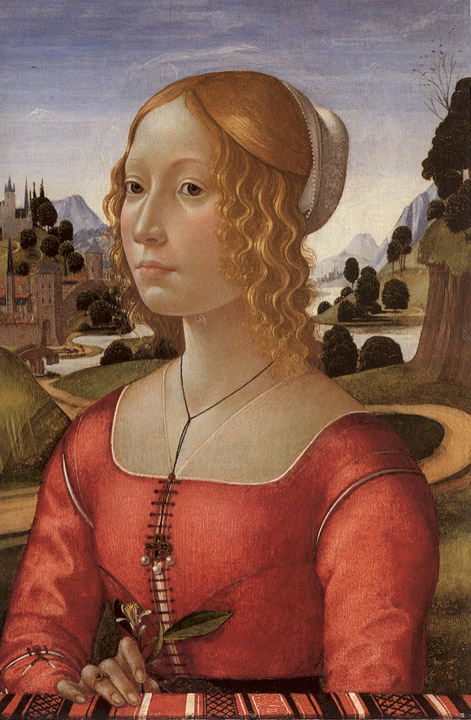
Доменико Мария Гирландайо. «Портрет дамы», около 1490
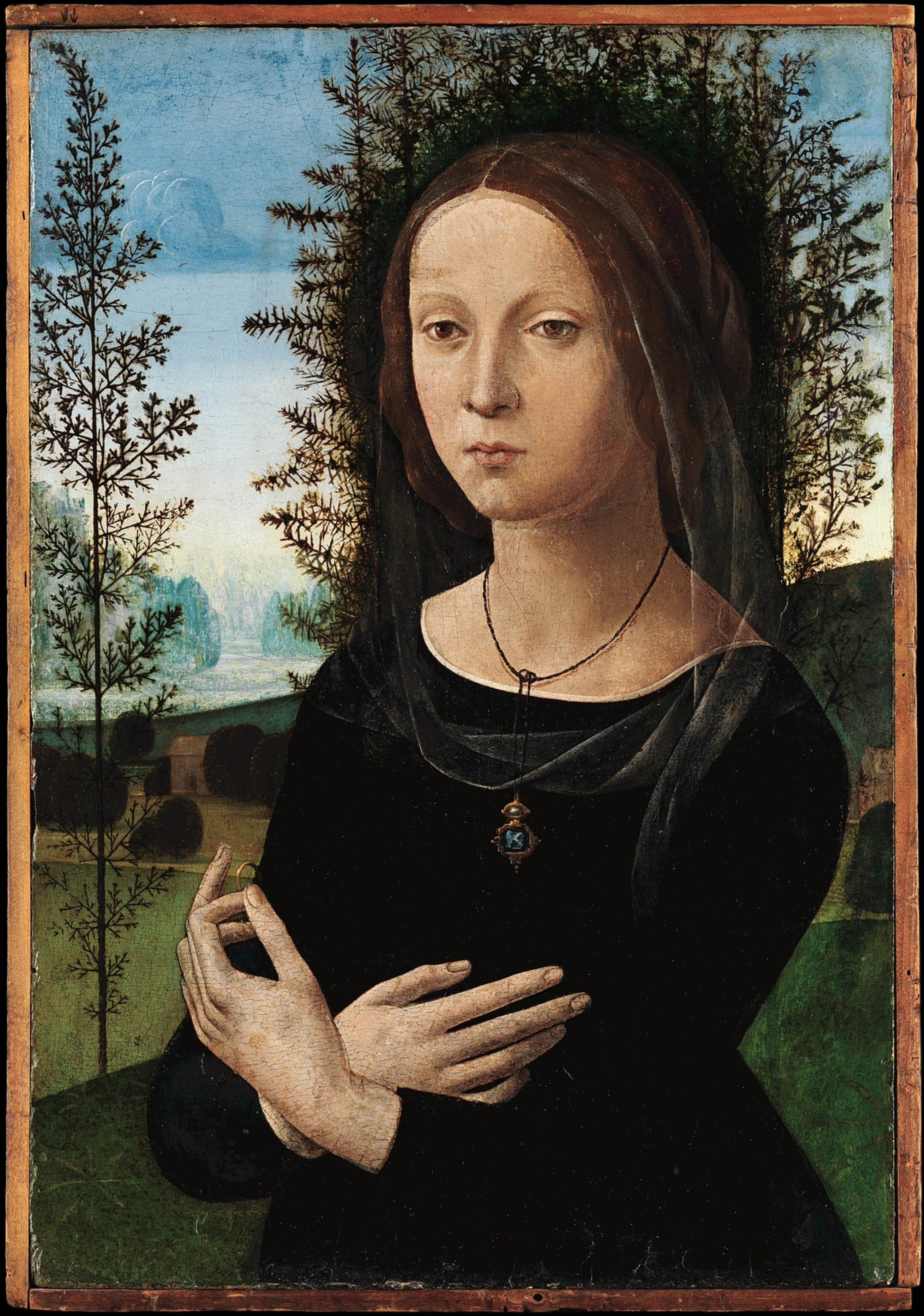
Лоренцо ди Креди. «Женский портрет», между 1490 и 1500
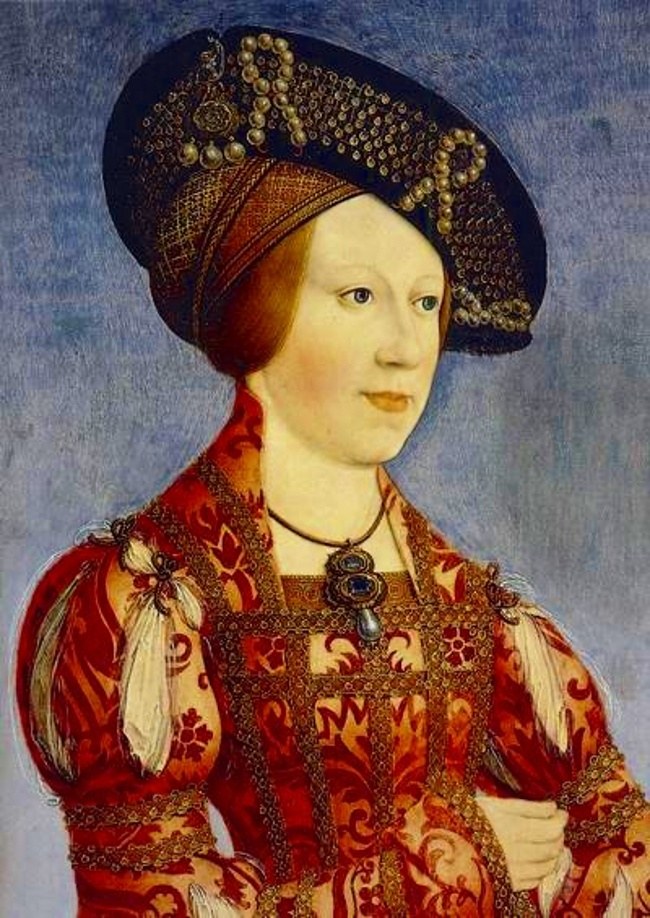
Ханс Малер из Щваца. «Анна Венгерская», около 1519
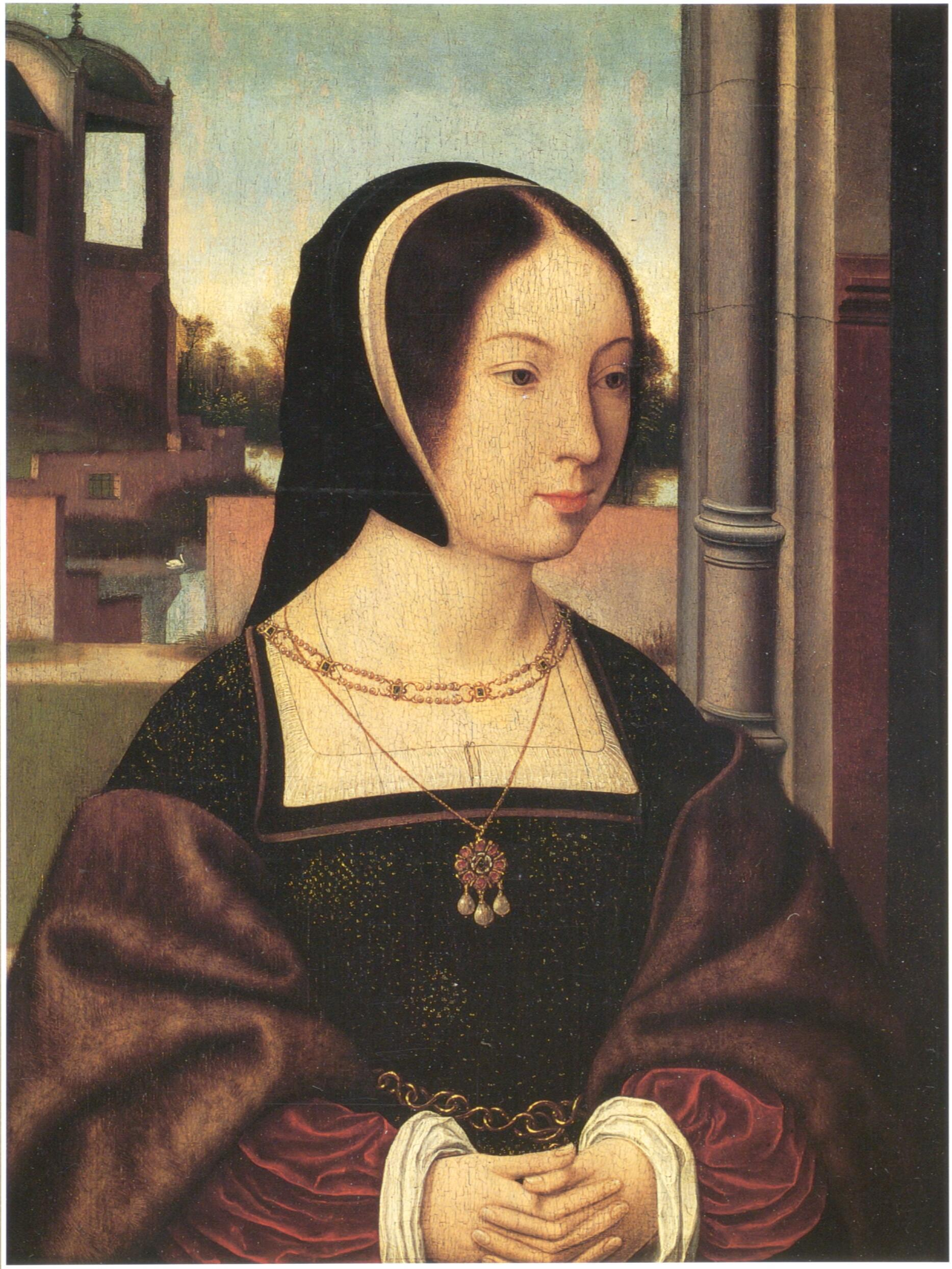
Жан Бурдишон. «Анна Бретонская, королева Франции». Фрагмент картины, около 1520